# Jakub Kovář
Jakub Kovář, född 19 juli 1988 i Písek, är en tjeckisk professionell ishockeymålvakt som för närvarande spelar för Avtomobilist Jekaterinburg i Kontinental Hockey League (KHL). Han har tidigare spelat för HC Mountfield České Budějovice. Han valdes i fjärde rundan som 109:e spelare totalt av Philadelphia Flyers i NHL Entry Draft 2006. Kovar spelade juniorhockey i Ontario Hockey League med Windsor Spitfires. Kovář representerade det tjeckiska ishockeylandslaget vid ishockey-VM 2011 och ishockey-VM 2012.
Han är bror till ishockeyspelaren Jan Kovář.